# Борофаги
Борофаги (лат. Borophagus, от др.-греч. βορός φάγος «прожорливый едок») — вымерший род семейства псовых. Жили в среднем миоцене — позднем плиоцене в Северной и Центральной Америке, последние и самые специализированные представители подсемейства борофагин. Выделяется восемь видов борофагов.

## Внешний вид и строение
Борофаги были мощными, крепко сложенными зверями. Эволюция борофагов (кроме немного уклонившегося от основной линии Borophagus оrc) шла в направлении увеличения размеров тела. У самого позднего и наиболее массивного Borophagus diversidens длина туловища (без хвоста) больше 100 см, а высота в холке до 65 см. Масса в зависимости от вида 20—60 кг. Спина борофагов была прямой, а суставы крепкими. Лапы умеренной длины, что делало зверей немного приземистыми на вид.
У борофагов ярче всего выражена эволюционная тенденция борофагин, связанная с высокой приспособленностью зубов и челюстей к разгрызанию костей, сделавшая их похожими на некоторых гиен. У сменявших друг друга в процессе эволюции видов постепенно редуцировались щёчные зубы, кроме принимавших на себя основные нагрузки и потому постоянно увеличивающихся 4-х премоляров в верхней челюсти, а также 4-х премоляров и 1-х моляров в нижней. 4-е нижние предкоренные развились у борофагов до наибольших в подсемействе величин, сильно превышая по размерам прочие премоляры.
Вместе с изменением зубов у борофагов укорачивался и расширялся лицевой отдел черепа. Лоб становился всё более выпуклым, а челюсти — мощными. Такое строение головы помогало им развивать значительные усилия, нужные для дробления толстых костей.

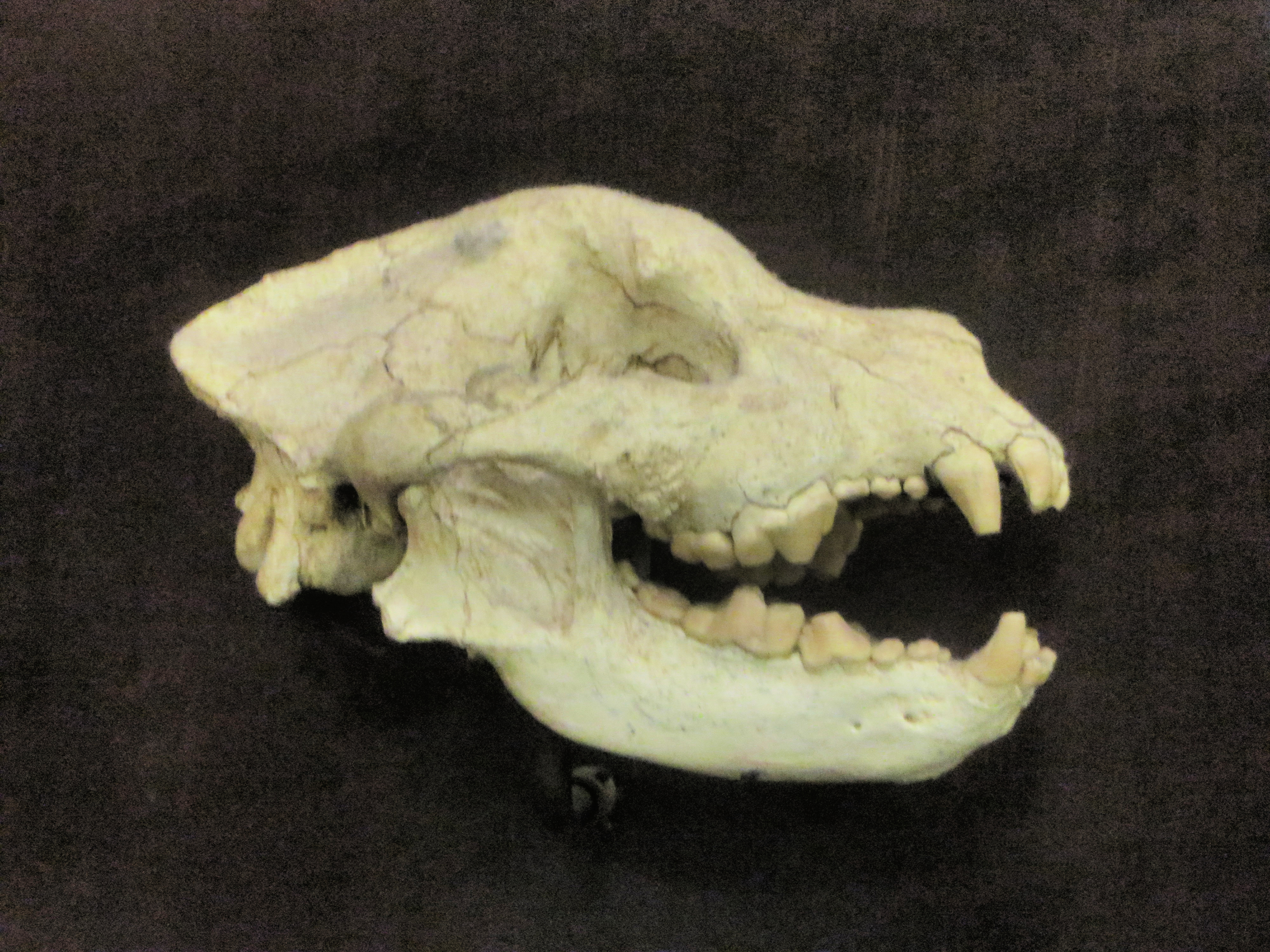
Череп Borophagus parvus

## Места и древность находок
Древнейшие борофаги обитали на Тихоокеанском побережье Северной Америки, в среднем миоцене (примерно 12 миллионов лет назад). К концу миоцена (около 9 миллионов лет назад) они расселились по Северной Америке, включая Флориду и центральную Мексику. 5 миллионов лет назад (ранний плиоцен) борофаги приходят в Центральную Америку. Последние из них исчезают в самом конце плиоцена (2 миллиона лет назад). Сведения об их присутствии в раннем плейстоцене на юге США и Мексики, скорее всего, неверны.

## Происхождение
Считается, что борофаги произошли от одного из ранних представителей рода эпиционов. Если так, то они являются финалом эволюционной линии Protepicyon — Epicyon — Borophagus и борофагин вообще.
Борофаги отличаются от эпиционов прежде сильно расширенными 4-ми нижними премолярами, более короткими и массивными челюстями и более выпуклым лбом, а также немного укороченными, но сильными конечностями. Крупнейшие эпиционы были больше самых крупных борофагов, но последние были более массивными.

## Образ жизни
Борофаги явно были одними из верховных хищников. Судя по всему, они могли не только поедать трупы крупных животных, но и охотились на них сами, собираясь в небольшие стаи.

## Виды
- † Borophagus littoralis
- † Borophagus pugnator
- † Borophagus orc
- † Borophagus parvus
- † Borophagus secundus
- † Borophagus hilli
- † Borophagus dudleyi
- † Borophagus diversidens